# Мангушская волость
Мангу́шская во́лость — административно-территориальная единица в составе Симферопольского уезда Таврической губернии. Образована в 1860 году, как результат земской реформы Александра II, по большей части из деревень Яшлавской волости.
В первоначальный период граничила на юге с Дуванкойской, на севере — с Сарабузской и Эскиординской волостями и на востоке — с Озенбашской (с 1838 года — Богатырской волостью Ялтинского уезда). Занимала большую часть долины Альмы (без нижнего течения), верховья Западного Булганака, часть плато междуречья (примерно по линии дороги из Бахчисарая на Тарханлар) и часть продольных долин от Качи до Салгира.

## Деревни и сёла волости
Первые данные, с указанием принадлежности населённого пункта к волости содержатся в «Памятной книге Таврической губернии 1889 года», по результатам Х ревизии 1887 года. Сведения за 1864 год выборочны:
| Азек        | 20/103  | 45/219    |
| Алма-Кермен | 6/28    | 14/63     |
| Базарчик    | 17/69   | 24/108    |
| Балтачокрак | 11/111  | 34/158    |
| Бешуй       | 71/640  | 175/794   |
| Биясала     | 45/371  | 95/516    |
| Биюк-Яшлав  | 49/448  | 85/429    |
| Биэль       | 30/202  | 54/263    |
| Каз-Биэль   | 10/46   | 34/163    |
| Карагач     | 1/5     | 8/26      |
| Карач       | 20/110  | 31/186    |
| Кобазы      | 7/70    | 23/116    |
| Коджук-Эль  | 18/108  | 29/155    |
| Кочкар-Эль  | 19/98   | 32/146    |
| Мангуш      | 118/784 | 192/1 183 |
| Мулла-Эли   | 8/47    | 11/77     |
| Ойсунки     | 18/113  | 32/140    |
| Саблы       | 106/614 | 153/891   |
| Сакав       | 11/87   | 25/138    |
| Тав-Бадрак  | 48/288  | 82/401    |
| Улаклы      | 9/58    | 50/274    |
| Утеш-Эли    | 8/47    | 18/75     |
| Черкез-Эли  | 8/57    | 14/67     |
| Чистенькая  | 6/44    | —         |
| Чумакары    | 4/12    | 6/40      |
| Шуры        | 10/66   | 42/181    |
| Идиш-Эли    | 22/164  | 33/134    |
| Ягмурчи     | 13/74   | 21/136    |

После земской реформы 1890-х годов волость, практически в неизменном виде, была преобразована в Тав-Бадракскую, просуществовавшую до упразднения волостного деления по постановлению Крымревкома от 8 января 1921 года.